# Sichtverpackung

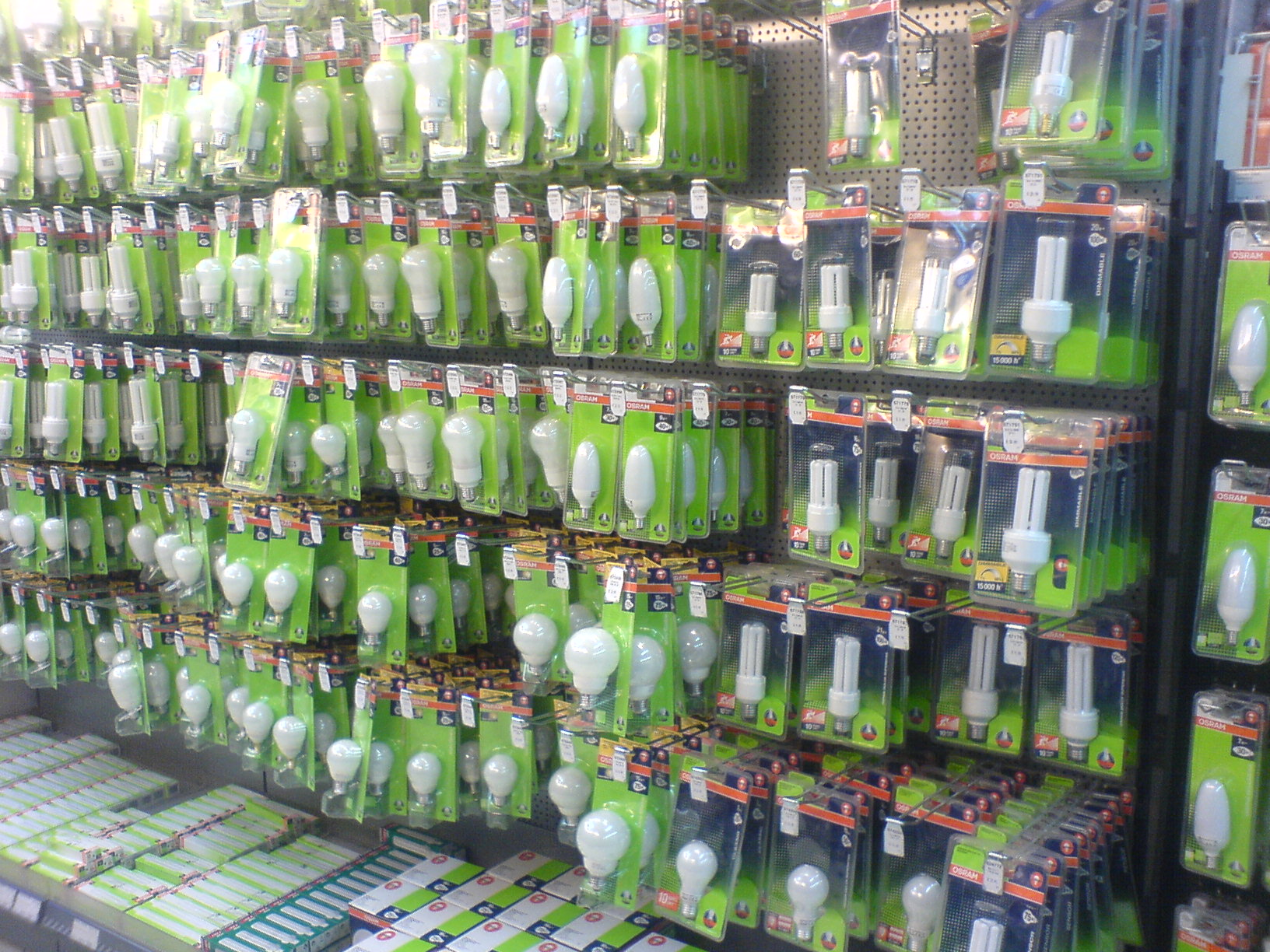
Sichtverpackungen im Verkauf

Unter einer Sichtverpackung – im Handel intern auch als Blister (englisch ‚Blase, Bläschen‘) bezeichnet – versteht man eine Einwegverpackung, die es dem Kunden bzw. Käufer erlaubt, die verpackte Ware zu sehen.

## Aufbau
Das Produkt wird dabei vor einer meist mit Informationen bedruckten Papprückwand präsentiert und mit einem Kunststofffolienformteil fixiert. Bei manchen Sichtverpackungen besteht auch die Rückwand aus Kunststofffolie, bei Arzneimitteln oft aus einer Aluminiumfolie.
Man unterscheidet zwischen Schweißverpackungen, Klemmverpackungen und Heftverpackungen:
- Bei Schweißverpackungen werden Folienvorderseite und Folienrückwand durch Hitze miteinander verbunden, was gleichzeitig ein Warensiegel darstellt.
- Bei Klemmverpackungen werden die Ränder des Folienvorderteiles um die Papprückwand herumgebogen, indem man den Kunststoff erwärmt.
- Bei Heftverpackungen werden Folienvorderteil und Papprückwand mittels Heftklammern miteinander verbunden.

Die Formgebung der Blisterkontur geschieht per Thermoformtechnik.
Neben dem umstrittenen Kundennutzen hat die Sichtverpackung für den Einzelhändler Vorteile. Sie kann meist auf standardisierte Halterungen aufgeschoben werden (Euroslot), was die Präsentation und die Inventur erleichtert. Durch die große Verpackung kleiner Gegenstände wird der Ladendiebstahl erschwert.
Nachteilig aus Sicht des Umweltschutzes ist der hohe Verpackungsmüll-Anteil, aufgrund der einmaligen Nutzung. Besonders bei kleinen Gegenständen sowie die schlechtere Ökobilanz von Kunststoff gegenüber Karton. Blister sind deshalb umstritten.
Weitere Nachteile ergeben sich vor allem für den Kunden: Zubehörteile können sich in innen liegenden Pappeinlagen verstecken, so dass nur teilweise eine Transparenz gegeben ist. Die Verpackung wird nach dem ersten Öffnen meist unbrauchbar, so dass eine Warenrückgabe erschwert wird. Des Weiteren gestaltet sich das Öffnen von vollständig aus Kunststoff bestehenden Blisterverpackungen bisweilen äußerst schwierig, da Vorder- und Rückseite in der Regel zusammengeschweißt sind und ein sauberes und einfaches Öffnen ohne Hilfsmittel sehr schwierig ist. Zudem kann es beim Öffnen der Blister an Schnittkanten zu Verletzungen kommen. Nach dem Öffnen nehmen die Verpackungsreste vielfach ein größeres Volumen ein als im verpackten Zustand. Dies wirkt sich hinderlich auf die Entsorgung aus. Aufgrund dieser Nachteile vor allem in der Handhabung sind derartige Verpackungen beim Kunden eher unbeliebt.
Laut einer Pressemitteilung vom 3. November 2008 entschied sich Amazon.com, einige Produkte ab sofort in einer alternativen Verpackung anzubieten und Zug um Zug weitere Artikel auf kundenfreundlichere Verpackung umzustellen, um der durch Blisterverpackungen verursachten „Frustration“ des Endkunden entgegenzuwirken.

## Anwendungen

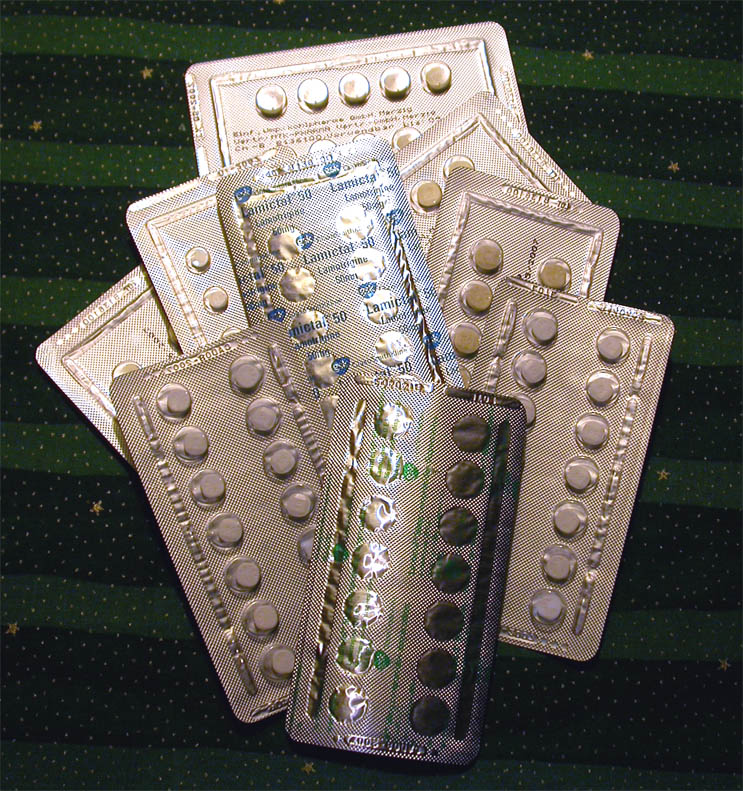
Blister als Tablettenverpackung dienen nicht der Sichtbarkeit des Inhalts, sondern der Einzelentnahme

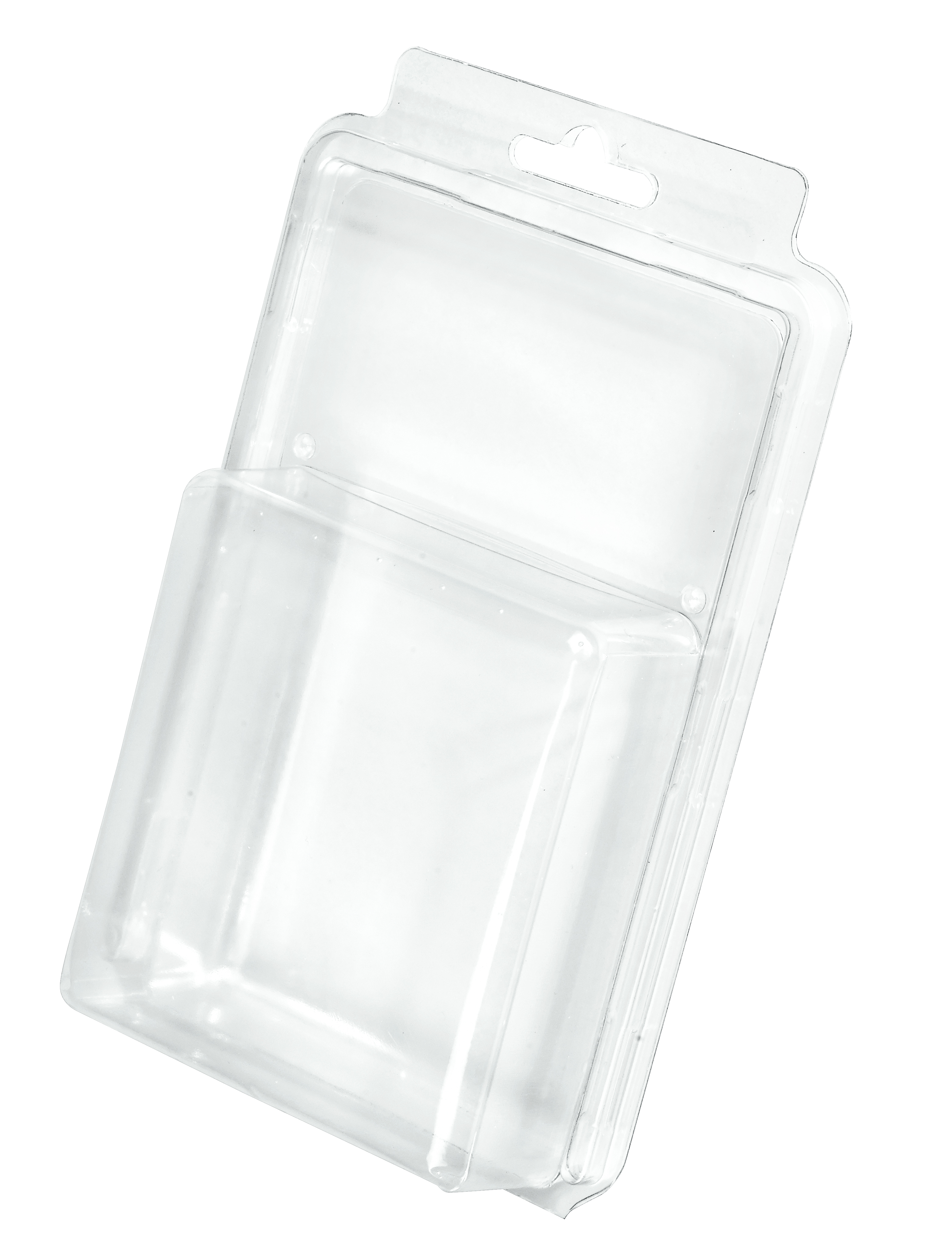
Klappblister Sichtverpackung mit einseitig ausgeformten Korpus für Produkt – ohne Papiereinleger, geschlossen

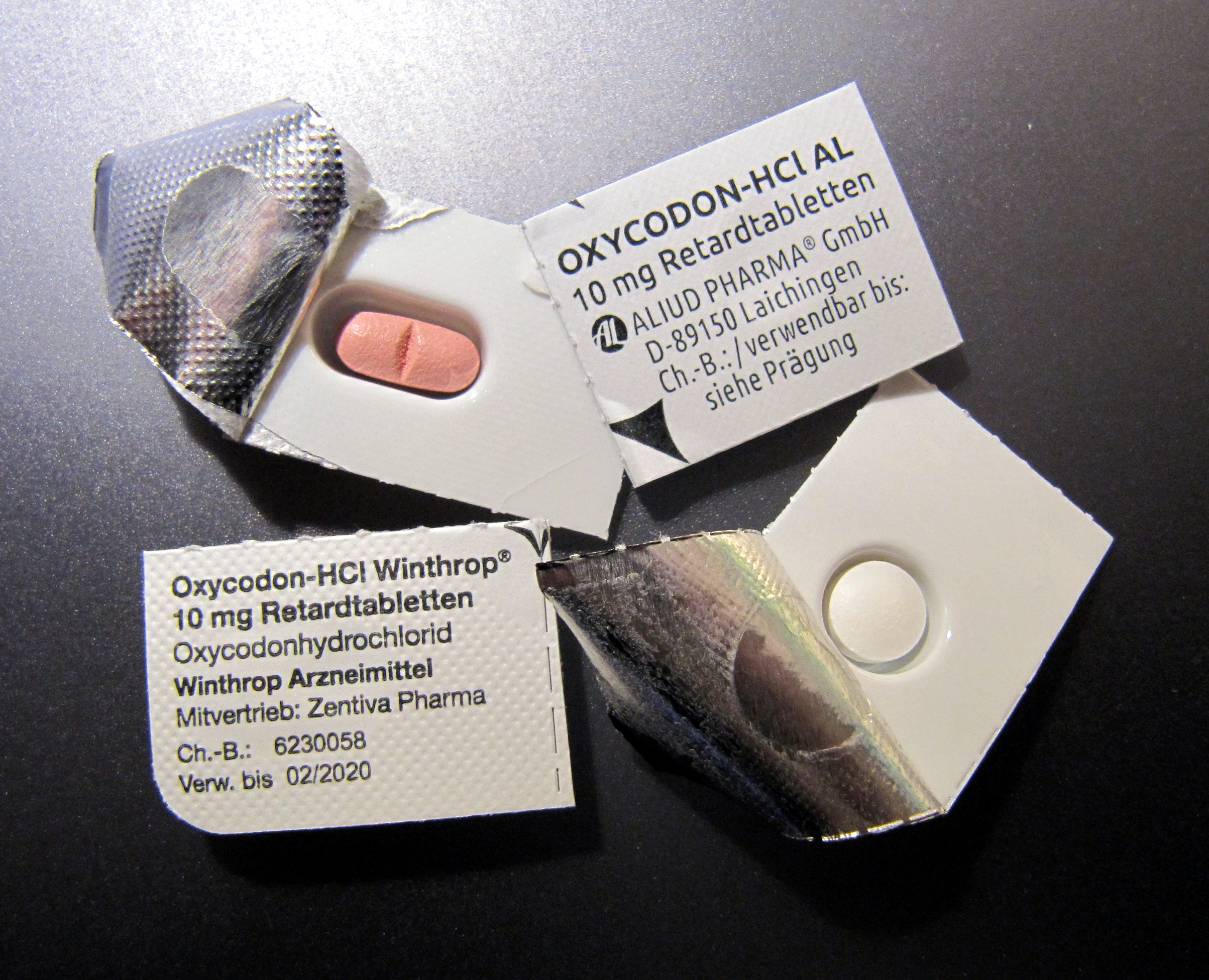
Zwei 10-mg-Tabletten Oxycodon-Hydrochlorid zweier Hersteller und Sicherheitsblister

### Tablettenblister
Eine weit verbreitete Anwendung von Blistern ist die Verpackung von Tabletten und Kapseln. Eine solche Verpackung wird auch Durchdrückpackung genannt. Die Deckfolie eines nicht kindergesicherten Durchdrückstreifens besteht zumeist aus Hartaluminium-Folie und ist 20 Mikrometer dick. Eine Anordnung der Tabletten in einzelnen Vertiefungen der Kunststoff- oder Aluminiumfolie (Kavitäten), die durch die Aluminiumfolie versiegelt wird, hat mehrere Vorteile gegenüber Glas- oder Kunststofffläschchen. Sie ist hygienischer, unerwünschte Einflüsse wie hohe Luftfeuchtigkeit (je nach Material) oder Schmutz sind ausgeschlossen und sehr wesentlich ist das einfache Erkennen der Restanzahl.
Betäubungsmittel wie Morphinsulfatkapseln oder Oxycodon werden in Blister verpackt, deren Folie nicht durchgedrückt werden kann, sondern mit relativ starkem Kraftaufwand abgezogen werden muss. Dies dient der Prävention der versehentlichen Einnahme bzw. als Kindersicherung.
Die Arzneimittelsicherheit wird durch fehlende Standardisierung der unvollständigen Kennzeichen auf den Blistern nur mäßig unterstützt. Sobald aus der Umverpackung ein Blister entnommen wird, ist dessen Kennzeichnung nicht mehr vollständig erkennbar oder sicher zuzuordnen. Das gilt unabhängig vom System der Kennzeichnung auf der Sichtverpackung.

### Klappblister
Eine Klappblister-Verpackung ist eine Sichtverpackung, die für Präsentation und Schutz von Produkten im Einzelhandel verwendet wird. Klappblister werden im Verfahren Kunststoff-Thermoformen hergestellt. Die Verpackung besteht aus einer durchsichtigen Kunststoff-Vorder- und Rückseite. Die durchsichtige Kunststoffschale ist mit einem Blister oder einer Blase geformt, welche das zu verpackende Produkt umschließt. Die aufklappbare Verpackung ermöglicht dem Verbraucher, das Produkt zu sehen, während es gleichzeitig geschützt bleibt, und leicht darauf zuzugreifen. Das Öffnen und Schließen der Verpackung funktioniert meist über einen ausgeformten Rasterrand oder Klickmechanismus, indem das Rückteil in das Vorderteil gesteckt wird. Ist die Verpackung nicht zusätzlich verschweißt oder verklebt, kann der Klappblister nach Belieben geöffnet und geschlossen werden.
Klappblister-Verpackungen werden häufig für kleinere Produkte wie Elektronikzubehör, Technisches Zubehör, Reinigungsartikel, Kosmetikartikel, Unterhaltungsartikel und andere Konsumgüter verwendet. Sie bieten Sichtbarkeit des Produkts, Schutz vor äußeren Einflüssen wie Schmutz, Staub und Handschweiß beim Konsumenten und dienen meist durch einen bedruckten Papiereinleger gleichzeitig als Informations- und Markenpräsentation.

### Kalenderpackung

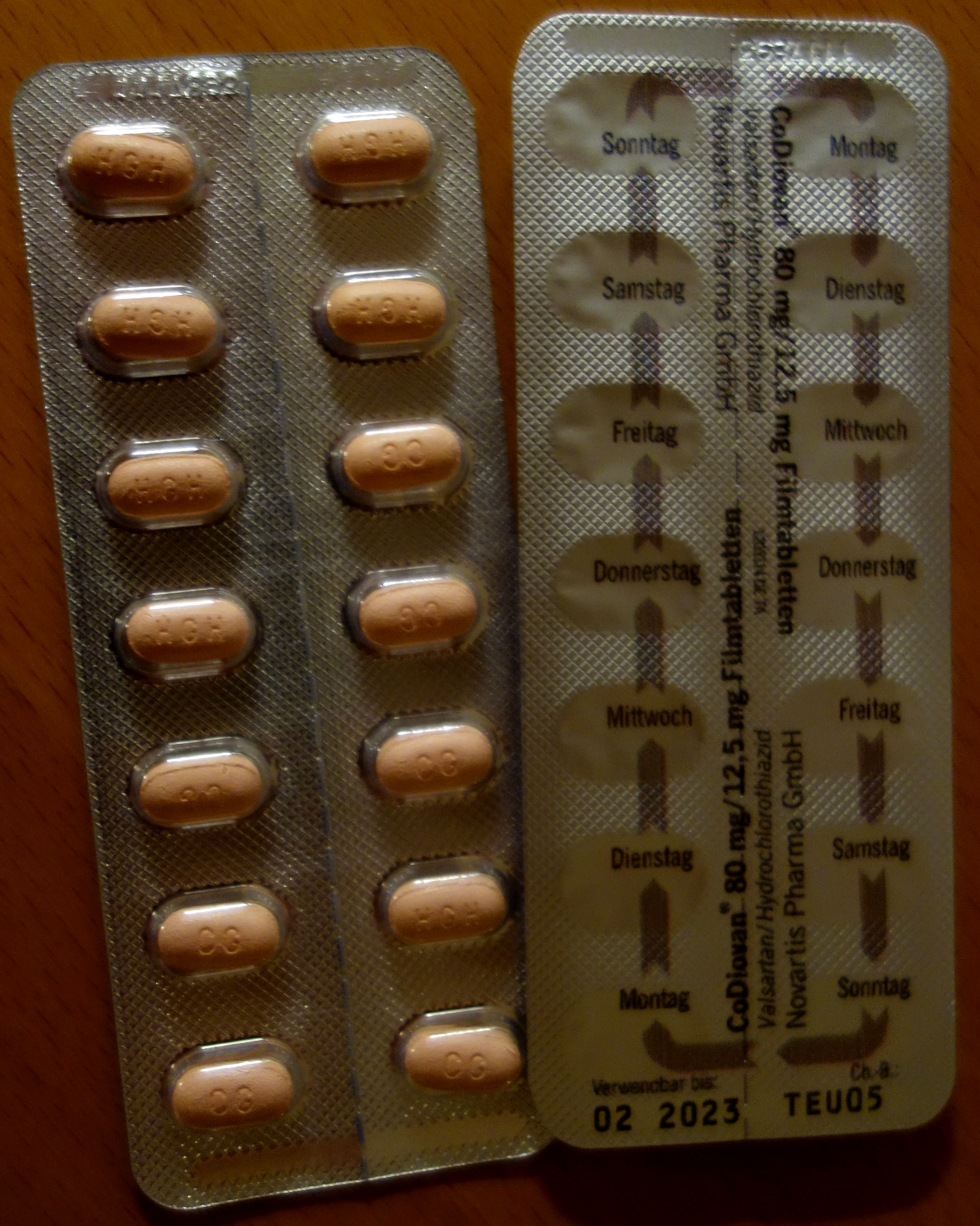
Kalenderpackung

Häufig enthält eine Arzneimittelverpackung beispielsweise 10, 5 oder 3 Blister mit jeweils 10 Tabletten oder Kapseln. Jedoch sind auch beispielsweise Packungen zu 98 Tabletten oder Kapseln im Handel, die 7 Blister mit jeweils 14 Stück enthalten. Bei einer Tagesdosis von einer Tablette oder Kapsel würde ein Blister somit genau zwei Wochen reichen. Bei den sogenannten Kalenderpackungen sind die Blister zusätzlich auch mit den Wochentagen beschriftet. Diese Idee stammt von den hormonalen Verhütungsmitteln (Antibabypillen), deren Blisterpackungen in der Regel mit Wochentagen bedruckt sind. Dadurch ist es nicht nur möglich, die vollzogene Einnahme zu kontrollieren, sondern auch verschiedene Tabletten den Tagen des Menstruationszyklus zuverlässig zuzuordnen.
Kalenderpackungen sind üblicherweise mit durch 7 teilbaren Tabletten- oder Kapselanzahlen von 56, 84, 98 und 112 Stück im Handel.

### Patientenindividuelle Arzneimittelverblisterung
Zur Verbesserung der Therapiesicherheit wird im Rahmen der pharmazeutischen Betreuung die sogenannte patientenindividuelle Arzneimittelverblisterung eingesetzt. Hier kann nahezu die komplette Arzneimitteltherapie gemäß den Einnahmezeitpunkten individuell verpackt werden, sofern es sich um Tabletten oder Kapseln handelt.

### Elektronische Blister
Im Bereich der klinischen Forschung kommen sogenannte elektronische Blister (electronic Blister) zum Einsatz. Dabei werden Strom führende Leiterbahnen auf die Abdeckfolie so aufgedruckt, dass die Leiterbahnenzüge über die Ausdrückbereiche einer Tablette im Blister führen. Dieser „electronic blister“ wird mit einer Elektronik verbunden, die in einem Gehäuse angeordnet ist. Sobald eine Tablette aus dem Blister ausgedrückt wird, zerreißt die Leiterbahn irreversibel. Diese Zustandsveränderung wird von der Elektronik erkannt und verarbeitet (z. B. Anzeige in einem Display). Diese Erfindung geht auf eine Patentanmeldung aus dem Jahr 1983 zurück (DE 33 35 301 A). Eine Weiterentwicklung dieses Systems kann man der Offenlegungsschrift DE 10 2004 060 213 A1 entnehmen. Elektronische Blister werden neben dem Einsatz in der Klinischen Forschung auch zur Verbesserung der Compliance eingesetzt. Elektronische Blister können mit einem NFC-Chip versehen sein, damit die Einnahme über eine Smartphone-App überwacht werden kann.